# Nasothek

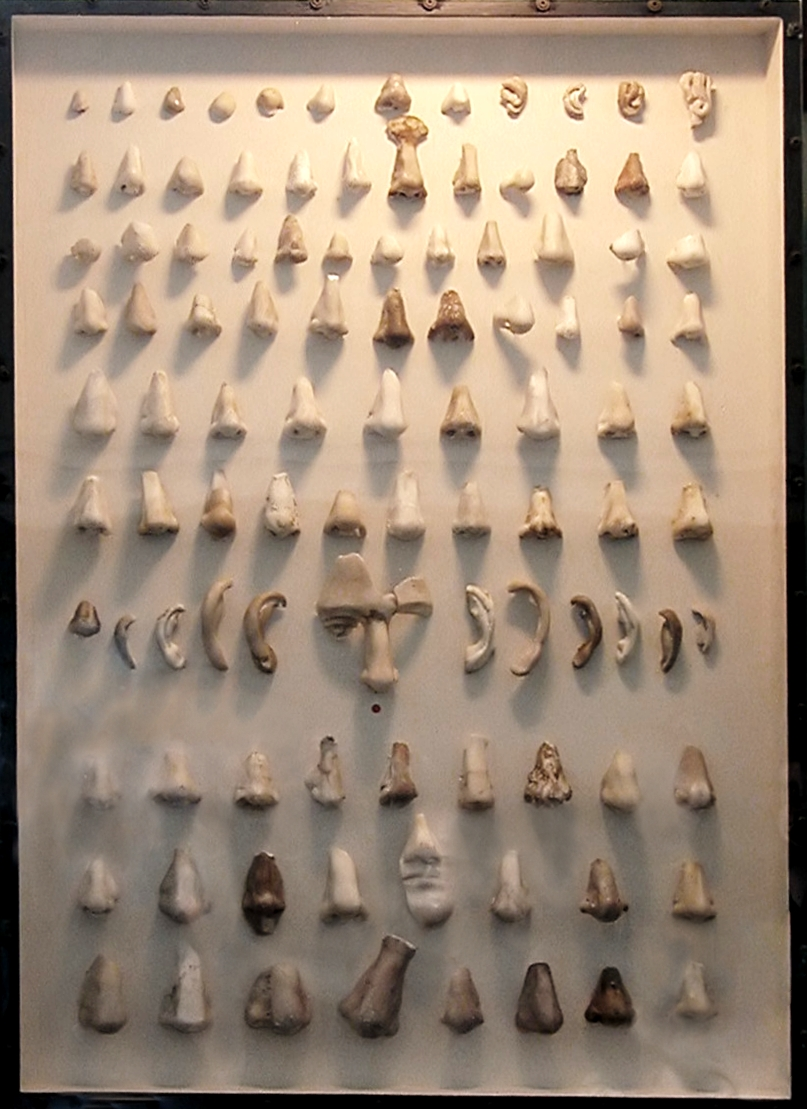
Die Nasothek der Ny Carlsberg Glyptotek, Kopenhagen

Eine Nasothek (von lateinisch nasus „Nase“ und altgriechisch θήκη „Behältnis“, Analogbildung zu Bibliothek) ist ein Aufbewahrungsort für Nasen von Porträtbüsten und Statuen.
Antike Statuen und Büsten sind oft in beschädigtem Zustand überliefert. Besonders häufig fehlen Nasen, aber auch andere abstehende Körperteile. Diese ließ man bis ins 19. Jahrhundert rekonstruieren. Im 20. Jahrhundert trat eine Wende ein: Seitdem hält man in der Archäologie die Authentizität der Funde für bedeutsamer als ihre Vollständigkeit und ihr originales Aussehen, über das ohnehin nur spekuliert werden könne. Daher wurden die rekonstruierten Nasen von den ausgestellten antiken Statuen und Büsten wieder entfernt. Die zum Teil sehr kunstvoll gearbeiteten Nasen wurden nicht entsorgt, sondern in eigens dafür eingerichteten Nasotheken gesammelt. Die Ny Carlsberg Glyptotek in Kopenhagen stellt ihre Nasothek aus, um dem Publikum den Wandel der Ausstellungspraxis vor Augen zu führen.